# Helia Bravo Hollis
Helia Bravo Hollis (Ciudad de México, 30 de septiembre de 1901 - 26 de septiembre de 2001) fue una científica y botánica mexicana, distinguida con los títulos de investigadora emérita y doctora honoris causa de la UNAM.Varias especies de Cactáceas han sido nombradas en honor a ella, algunas de estas especies son: Ariocarpusbravoanus, Opuntia heliae, Opuntia bravoanus y Mammillaria hahniana ssp. braboae.

## Estudios
Realizó su aprendizaje básico en la Villa de Mixcoac, Ciudad de México. Su vocación por los seres vivos y la naturaleza se debió a recorridos dominicales con sus padres durante su infancia. Debido a su promedio durante la primaria, recibió un reconocimiento firmado por el presidente Porfirio Díaz y por el entonces Secretario de Justicia e Instrucción Pública y Bellas Artes, Justo Sierra.
Aunque los conflictos armados de 1914 trastocaron a su familia, terminó la educación básica y posteriormente en 1919 comenzó el bachillerato en San Ildefonso (Escuela Nacional Preparatoria), en la Ciudad de México, donde se realizaban los estudios necesarios para ingresar a las escuelas de Altos Estudios. Su trayectoria fue de 5 años para culminar su educación en bachillerato, y tuvo como profesores a Vicente Lombardo Toledano, Sotero Prieto, Erasmo Castellano, Antonio Caso, Isaac Ochoterena, este último fue quien le transmitió el interés por las ciencias biológicas.
Estando a punto de concluir sus estudios en bachillerato, Helia brindaba apoyo con las clases de botánica cuando el docente titular no se presentaba a sus clases. Esta acción le permitió acercarse a la docencia, que más adelante fue una labor que desempeñó. 
Terminado su bachillerato estudió medicina, pues no existía la carrera de biología en la Universidad Nacional y tenía presión familiar por esa profesión. En 1925 al crearse la carrera de Biología en la UNAM solicita su cambio.  Ahí tuvo profesores como Antonio Caso, Carlos Hoffman, el mismo Isaac Ochoterena, Eduardo Caballero y Federico Mulleried. En 1927 se convierte en la primera bióloga graduada en México.
Luego, en 1931, se gradúa de Maestra en Ciencias Biológicas en la Facultad de Filosofía y Letras de la UNAM, con la tesis Contribución al conocimiento de las cactáceas de Tehuacán.

## Desarrollo en la biología
La mayor parte de su carrera científica la desarrolló en el Instituto de Biología de la Universidad Nacional Autónoma de México. 
Trabajó en zoología, sobre protozoarios de vida libre y no, área en la que publicó nueve contribuciones, en el período de 1921 y 1927, aun siendo estudiante, al lado del profesor Isaac Ochoterena. También formó parte del cuerpo docente de la Escuela Nacional Preparatoria como ayudante y después como profesora.
Fue invitada a colaborar en la Dirección de Estudios Biológicos de la Universidad Nacional que, con el alcance de la autonomía universitaria de 1929, se transformó en el Instituto de Biología de la UNAM.
En 1930, fue designada curadora del Herbario Nacional, e incursionó en botánica, con las florísticas regionales y taxonomías en cactáceas. Ese mismo año realizó su primer trabajo en botánica, investigación enfocado en Xochimilco. 
A petición del profesor Ochoterena, Helia enfocó su investigación durante 5 años a la familia de las cactáceas, por lo que realizó diversas excursiones por toda la República Mexicana, ya que debido a su ubicación geográfica es un territorio rico en cactáceas, finalmente en 1937 publicó la primera edición de Las cactáceas de México.
En la década de 1950, se reincorporó a la vida académica, como catedrática de botánica en la Escuela Nacional de Ciencias Biológicas del Instituto Politécnico Nacional. Dos años después, se reincorporó al Instituto de Biología de la UNAM. En ese período, compartió con la maestra Débora Ramírez Cantú la responsabilidad del Herbario Nacional.
En otoño de 1951, se funda la Sociedad Mexicana de Cactología, donde ella fue parte de los cinco miembros originales, fue presidenta durante el período comprendido entre 1951 y 1972. En 1955 crearon la revista Cactáceas y Suculentas mexicanas. 
Después de dos años trabajando en el Instituto Politécnico Nacional,  regresa al Instituto de Biología y retoma los estudios florísticos, más en regiones tórridas del oriente de México y taxonómicos en cactáceas. A la par, organizó una colección viva de cactáceas y otras plantas suculentas, con el propósito de registrar cambios durante el desarrollo y evaluar caracteres morfológicos. 
Se convirtió en promotora del Jardín Botánico de la UNAM, ⁣el cual fue fundado en 1959, y que ella misma dirigió durante la década de 1960.
Se dedicó al estudio taxonómico de cactáceas de México, y avanzó a la región mesoamericana, generando una monografía completa y actualizada. Hizo trabajo de campo y de herbario, y difundió ese conocimiento a través de publicaciones, congresos y conferencias.
En su vasta obra se cubren 60 años de ciencia taxonómica; exploró México, muchas veces con colegas del Instituto de Biología como Maximino Martínez, Eizi Matuda, Leonila Vázquez, Faustino Miranda, Hernando Sánchez-Mejorada y miembros de la Sociedad Mexicana de Cactología.
Hizo registros de variabilidad morfológica de las especies, consultando herbarios nacionales y extranjeros y estableciendo vínculos con colegas especialistas europeos y estadounidenses, como Edward F. Anderson, Lyman Benson, Franz Buxbaum, David Hunt, George Lindsay y Marshall Taylor.
Su obra científica es de más de 160 publicaciones, 60 taxa descritos y 59 cambios nomenclaturales.
Tiene el mérito de haber expandido varios campos de investigación: protozoología, flora acuática (lemnáceas del Valle de México), flora y vegetación de zonas tropicales y áridas (Escárcega, Campeche, Valle del Mezquital y Actopan, Hidalgo) y la taxonomía de cactáceas.[cita requerida]

## Honores

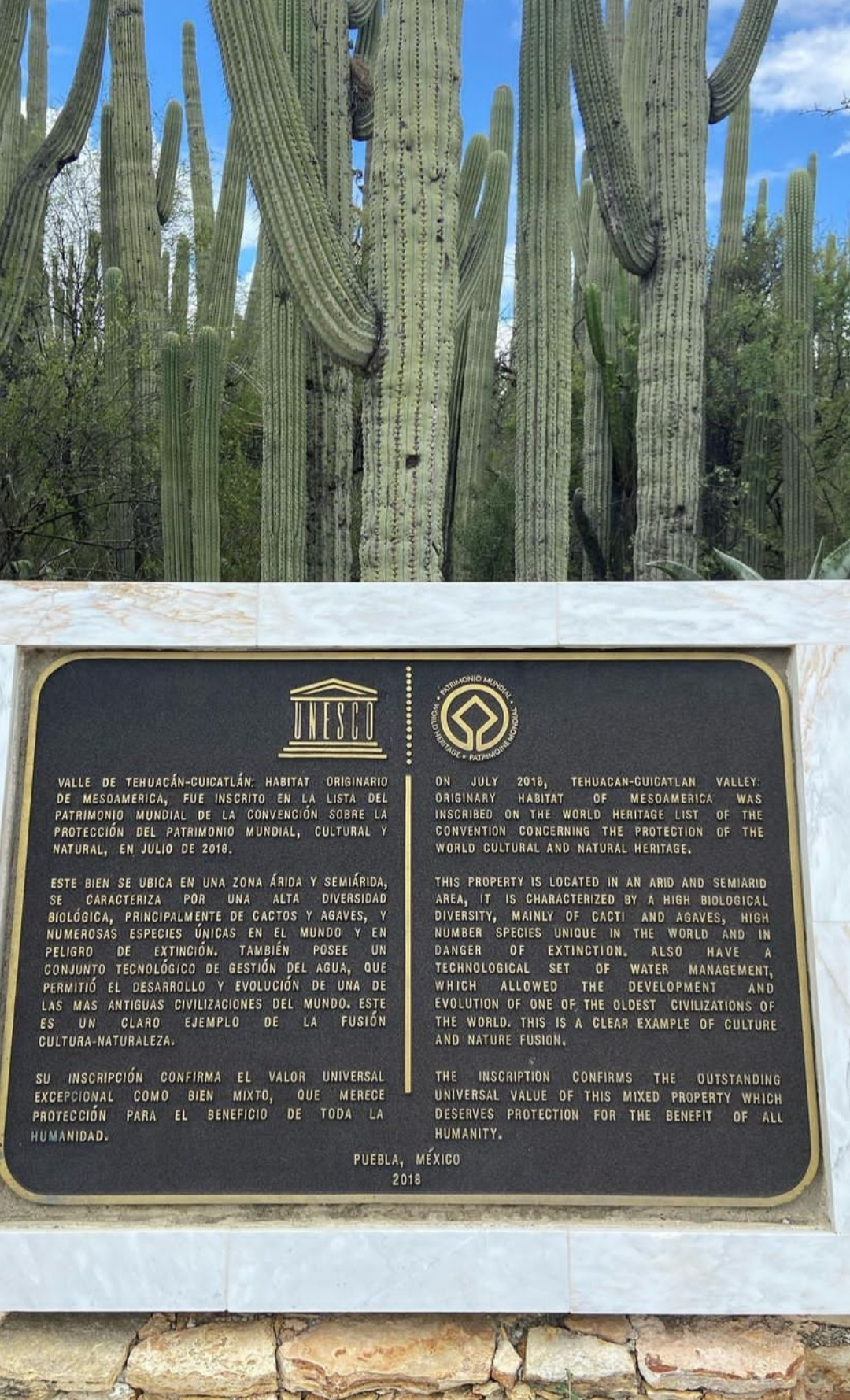
Placa UNESCO del Jardín Botánico Helia Bravo Hollis.

Helia Bravo obtuvo distinciones y reconocimientos nacionales e internacionales. En 1985, la UNAM le otorgó el doctorado Honoris Causa. En el 2000, se le reconoció por su contribución a la flora de Metztitlán, Hidalgo, durante el decreto de formación de la Reserva de la Biosfera de la Barranca de Metztitlán.
A partir de sus contribuciones, especialmente con las cactáceas, en la Reserva de la Biosfera en Tehuacán - Cuicatlán se nombra el Jardín Botánico Helia Bravo Hollis, ubicado en la comunidad Zapotitlan Salinas. El cual en junio de 2018 fue inscrito en la lista del patrimonio mundial, cultural y natural por la UNESCO

### Eponimia
Nueve taxa de la flora y fauna de México han sido nombrados en su honor, entre ellas:
- (Cactaceae) Heliabravoa Backeb. -- Cact. Succ. J. Gr. Brit. 18: 23. 1956

- La abreviatura «Bravo» se emplea para indicar a Helia Bravo Hollis como autoridad en la descripción y clasificación científica de los vegetales.[9]